# Клёновка (деревня, Москва)
Клёновка — деревня в Троицком административном округе Москвы (до 1 июля 2012 года в составе Подольского района Московской области). Входит в состав поселения Роговское.

## Население
Согласно Всероссийской переписи, в 2002 году в деревне проживало 22 человека (7 мужчин и 15 женщин). По данным на 2005 год в деревне проживало 16 человек.

## Расположение
Деревня Клёновка расположена у Калужского шоссе примерно в 74 км к юго-западу от центра Москвы. Ближайшие населённые пункты — деревни Бунчиха и Васюнино.